# Menhir de Milevsko
Le menhir de Milevsko est un mégalithe situé près de la commune de Milevsko, en République tchèque.

## Situation
Le menhir se trouve dans une zone boisée, à environ deux kilomètres à l'est-nord-est de Milevsko, et à environ quatre-vingts kilomètres au sud de Prague.

## Description
La pierre mesure environ 2 m de hauteur et fut redressée en 1999.